# 地方协调委员会
地方协调委员会是在2011年叙利亚反政府示威中诞生的、由地方组织与个人组成的一个网络活动报道组织。2011年6月，《纽约时报》称该组织在叙利亚“开始呈现出关键性作用”。该组织支持公民抵抗，反对武装对抗和外国军事干预。

## 创建
2011年3月，一些地方组织开始报道示威活动的进展，第一个委员会创建于大马士革的德拉雅郊区，并逐渐发展成遍布全国的报道网络，因此得以建立。该组织中的不少成员的亲人、朋友和同事都长期是该国的持不同政见者。

## 组织架构
该组织主要由年轻的抗议者组成，他们来自于不同的地区和家庭背景。他们分布的地区很广泛，且为了安全起见只能秘密活动。截止2011年6月，最活跃的成员主要聚集于霍姆斯，当时该组织有35个主要领导者，他们彼此之间尽力每天联系。到了2012年2月，该组织已经有14个地方委员会，遍及德拉、霍姆斯、巴尼亚斯、萨拉基卜、伊德利卜、哈塞克、卡米什利、代尔祖尔、沿海地区、哈马、拉卡、苏韦达以及大马士革及其郊区。

## 活动报道
遭驱逐而居住于黎巴嫩、与该组织有联系的叙利亚人Rami Nakhle表示，报道记录示威活动的进展是该组织的主要任务。叙利亚人权律师、2011年萨哈罗夫奖获得者拉赞·扎伊多纳担任该组织的领导人，她做了大量有关叙利亚人权的记录工作。
该组织所做的文字和图片报道已经多次被外国媒体如CNN、半岛电视台、卫报和华盛顿邮报作为新闻来源引用。该组织也在自己的官网和Facebook上发布新闻。
2012年2月1日，该组织批评国际势力和阿拉伯国家“未能采取有效措施阻止叙利亚的暴力流血事件”。同时公布各地死亡人数已经升至7100人，其中2454人死于霍姆斯，1015人死于哈马，883人死于伊德利卜。

## 抗争方式
大赦国际描述该组织所采取的方式是和平性抗争。该组织采取公民抵抗的方式，比如在夜间于哈马举行示威，在大马士革Duma郊区拒绝支付水费、电费和电话费。该组织也呼吁公民在2012年2月5日到6日展开大罢工。